# كاثوليك بريس
كاثوليك بريس (بالإنجليزية: Catholic Press)‏ كانت صحيفةً مقرها في سيدني، حيث نُشرت لأول مرة في 9 نوفمبر 1895 واستمرت حتى 26 فبراير 1942، وبعد ذلك اندمجت مع المجلة الكاثوليكية «فريمان جورنال» وظهرت باسمٍ جديد وهو «ذا كاثوليك ويكلي».